# Pante Beureune
Pante Beureune is een bestuurslaag in het regentschap Pidie Jaya van de provincie Atjeh, Indonesië. Pante Beureune telt 299 inwoners (volkstelling 2010).